# Książę Wellington (portret z warsztatu Goi)

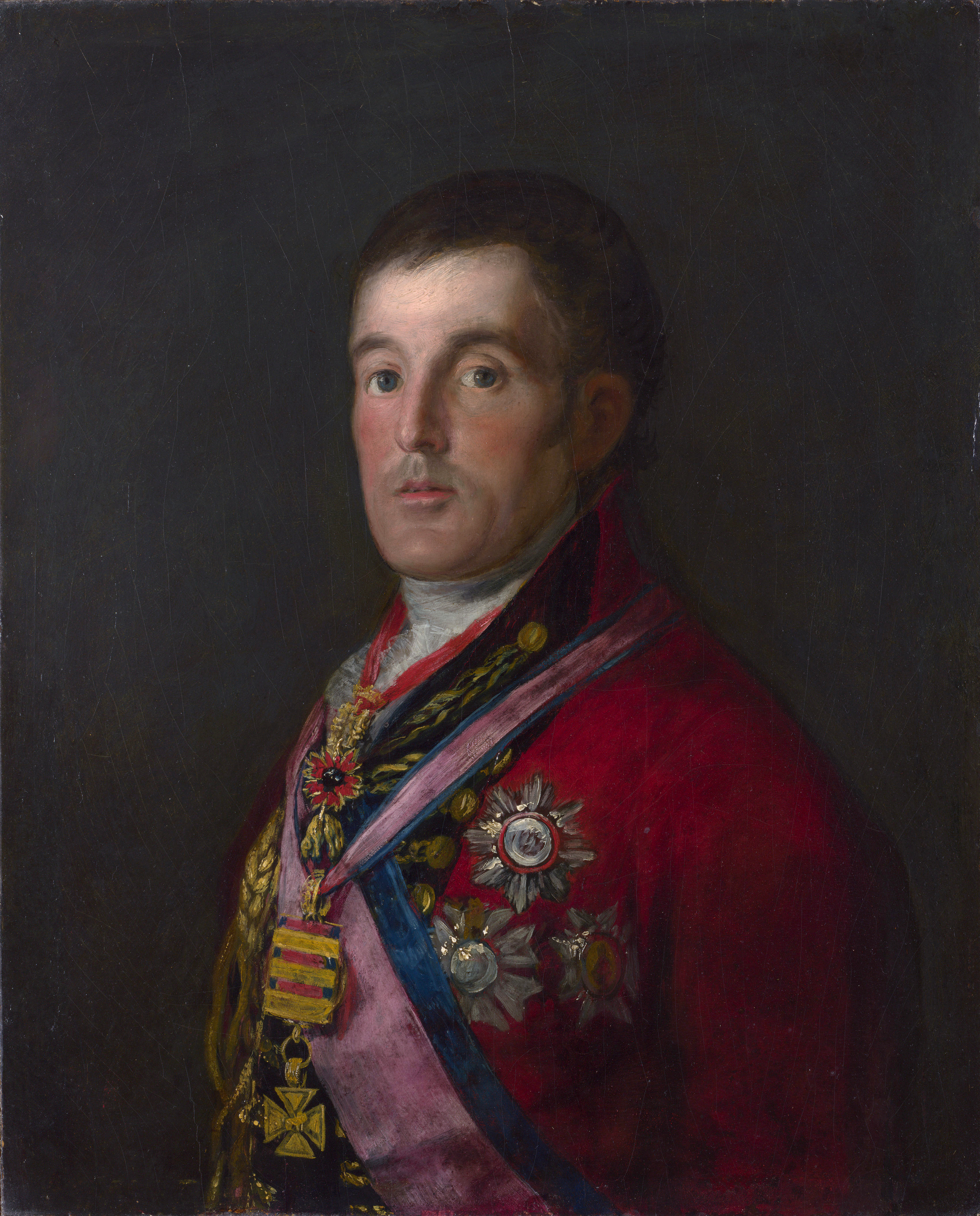
Portret księcia Wellingtona w National Gallery w Londynie

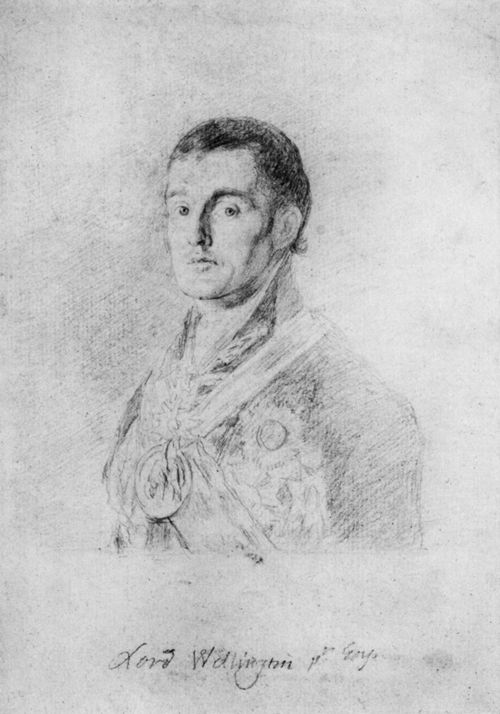
Rysunek węglem, który znajdował się w posiadaniu generała Álavy

Książę Wellington – obraz olejny dawniej przypisywany hiszpańskiemu malarzowi Franciscowi Goi, obecnie uznawany za dzieło nieznanego artysty z jego warsztatu. Należy do zbiorów Narodowej Galerii Sztuki w Waszyngtonie. Przedstawia Arthura Wellesleya, 1. księcia Wellingtona w trakcie jego służby w wojnie na Półwyspie Iberyjskim (1808–1814).

## Okoliczności powstania
Brytyjski dowódca Arthur Wellesley, książę Wellington służył podczas wojny na Półwyspie Iberyjskim i odniósł liczne militarne sukcesy walcząc przeciwko Francuzom. W uznaniu jego zasług w lutym 1812 roku hiszpański rząd regencyjny w Kadyksie przyznał mu tytuł granda Hiszpanii i księcia Ciudad Rodrigo, miasta, które oblegał i wyzwolił z rąk francuskich. Kolejne zwycięstwo odniósł w bitwie pod Salamanką, otwierając sprzymierzonym wojskom drogę do Madrytu. Triumfalnie wkroczył do hiszpańskiej stolicy 12 sierpnia 1812 roku. Goya namalował wtedy dwa olejne portrety księcia – małe popiersie na mahoniowej desce i wielkoformatowy Portret księcia Wellingtona na koniu. Z tego okresu zachował się także naturalistyczny szkic sangwiną, będący jednocześnie studium psychologicznym postaci.
Portret księcia w kapeluszu z Narodowej Galerii Sztuki w Waszyngtonie powstał prawdopodobnie w tym samym okresie. Rysunek twarzy jest taki sam, jak na pozostałych portretach i szkicu Goi. Ścisłe naśladownictwo w stosunku do popiersia na desce i pewne defekty w wykonaniu sugerują, że obraz nie został namalowany przez Goyę, lecz artystę z jego warsztatu. Widoczne są różnice m.in. w ekspresji spojrzenia, plastyczności twarzy, oraz detal zdradzający kopistę: cień na policzku został błędnie zinterpretowany jako pukiel włosów lub bak. Farba jest rozłożona równomiernie, podczas gdy Goya w wersji z Londynu posługiwał się impastem. Możliwe, że model został okryty płaszczem dlatego, że Goya nie miał już dostępu do portretu z orderami, więc jego współpracownik nie mógł ich wiernie odtworzyć. Według malarza Aureliana de Beruete portret był w posiadaniu generała Miguela de Álavy (1771–1843), bliskiego przyjaciela i towarzysza broni księcia Wellingtona. Możliwe, że był to prezent od Wellingtona dla Álavy, albo sam generał Álava zamówił portret swojego dowódcy u Goi. Autor tego obrazu mógł także korzystać z rysunku czarnym węglem, który znajdował się w posiadaniu Álavy. Rysunek dawniej uznawany za autorski szkic Goi obecnie jest kwestionowany, znajduje się w zbiorach Kunsthalle w Hamburgu.

## Opis obrazu
Wellington był mężczyzną średniego wzrostu, przysadzistym, o szerokich ramionach i mocnej klatce piersiowej. Ze względu na silną wolę i upartość był nazywany Żelaznym Księciem. Jako generał wyróżniał się opanowaniem, roztropnością, wytrwałością i dyscypliną. Został przedstawiony w półpostaci, okryty typowym hiszpańskim płaszczem w ciemnoniebieskim kolorze, spod którego widać prawą dłoń, żabot białej koszuli i czerwoną wstęgę orderu. Na głowie nosi szeroki bikorn z białymi piórami. Wellington był znany z niekonwencjonalnego podejścia do munduru, na polu bitwy często nosił strój cywilny. Ubiór przedstawiony na obrazie odpowiada m.in. znanemu opisowi generała z bitwy pod Waterloo. Tło jest neutralne, w odcieniach ziemistego niebieskiego.
W lewym dolnym rogu znajduje się łacińska inskrypcja A. W. Terror Gallorum (A|rthur. W|ellesley. Postrach Francuzów).

## Proweniencja
Obraz był prawdopodobnie własnością generała Miguela de Álavy, a następnie jego spadkobierców, m.in. Ricarda Alavy. W 1902 za pośrednictwem malarki Mary Cassatt kupił go amerykański kolekcjoner Henry Osborne Havemeyer. Jego córka Adaline Havemeyer przekazała obraz Narodowej Galerii Sztuki w Waszyngtonie w 1963 roku.